# 빈 소년 합창단

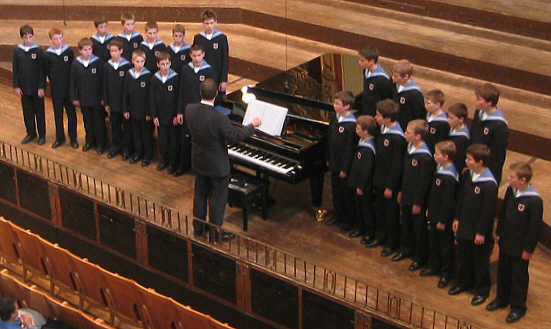
빈 음악협회(Musikverein)에서의 공연 모습

빈 소년 합창단(Wien 少年合唱團, 독일어: Wiener Sängerknaben, Vienna Boys' Choir)은 오스트리아 빈에 기반을 둔 보이 소프라노와 보이 알토의 합창단이다.

## 역사
빈 소년합창단은 1498년 합스부르크 왕가의 황제 막시밀리안 1세의 칙령에 의해 설립된 궁정소년합창단이며, 최초에는 궁정예배당에 봉사하는 합창단이었으나, 차차 일반의 콘서트에도 출연하게 되었다. 20세기 초 합스부르크 왕가의 몰락 이후 민영체제로 전환되었다.

## 구성
단원은 대체로 7세부터 13세까지의 변성기 전의 100명 남짓한 소년으로 이루어졌으며 엄격한 기숙사 생활을 하면서 학문과 음악을 공부한다. 30명 정도로 편성된 4개의 그룹이 있는데, 그 중 3개는 해외에서 활동하며 나머지 하나가 Wiener Hofmusikkapelle의 예배나 콘서트 등에 출연한다.
소년들은 개인 오디션을 통해서 뽑는다. 보통은 오스트리아에서 뽑지만, 스위스, 러시아, 페루, 슬로바키아, 독일, 헝가리, 캐나다, 미국, 일본 등 다른 나라에서 뽑는 경우도 있다.
2010년 6월에는 조윤상이 대한민국 국적으로는 최초로 빈 소년 합창단에 뽑혔고, 2012년 9월부터 김보미가 최초의 여성 지휘자로 활동하고 있다.
1498년부터 지금까지 유니폼을 입는데 현재 유니폼은 세일러복 형태이다. 1948년부터 팔레 아우가르텐(Palais Augarten)이 주 연습장이다.

## 곡목
레퍼토리는 광범하여 종교음악, 독일가곡이나 민요, 빈 왈츠뿐만 아니라 가벼운 오페라 등을 노래하기도 하는데, 성가곡, 성탄절 캐롤 등을 즐겨 부른다.

## 평가
세계 최고 수준의 실력으로 평가되는 빈 소년 합창단은 파리 나무십자가 소년합창단, 퇼처 소년 합창단과 함께 항상 '세계 3대 소년 합창단' 안에 꼽힌다.
500년 가까운 역사를 가진 합창단이므로 이 합창단 출신의 대음악가도 많다. 하이든, 슈베르트, 클레멘스, 크라우스 등도 그러하다.
이 합창단의 연주를 들은 비오 11세는 "마치 천사의 노래를 듣는 것 같다"고 격찬한 바 있어 그 이후로 이 합창단을 '천사의 소리'라고도 부르게 되었다. 비브라토(목소리를 떠는 창법)가 없는 맑고 깨끗한 소년 특유의 목소리 때문에 전세계 많은 팬들에게 사랑받고 있다.

## 같이 보기
- 빈 소녀 합창단

## 참고 문헌
- 이 문서에는 다음커뮤니케이션(현 카카오)에서 GFDL 또는 CC-SA 라이선스로 배포한 글로벌 세계대백과사전의 내용을 기초로 작성된 글이 포함되어 있습니다.